# Per la Pàtria i la Llibertat/LNNK
Per la Pàtria i la Llibertat/LNNK (letó Tēvzemei un Brīvībai/LNNK, TB/LNNK) fou un partit polític de Letònia d'orientació nacionalista i conservadora. Les seves arrels es troben en la part més radical del moviment d'independència letó de finals del decenni de 1980, que va insistir en la plena independència de Letònia i la continuïtat jurídica de la República de Letònia, que va existir fins a 1940 quan va ser annexada per la Unió Soviètica. Aquestes idees foren adoptades pel posterior moviment independentista.
L'actual partit fou establert el 1993 amb el nom de Tēvzemei un Brīvībai (Pàtria i Llibertat), i el 1997 es va unir al Moviment per la Independència Nacional de Letònia (Latvijas Nacionālās Neatkarības Kustība, LNNK) i adoptà com a nom oficial Tēvzemei un Brīvībai/LNNK.
A la dècada del 1990, Tēvzemei un Brīvībai reclamà unes lleis lingüístiques i de ciutadania estrictes. Fou la força principal darrere de dues propostes de referèndum (el 1994 i 1998) per fer més estrictes lleis de ciutadania letona. El 1994, la proposició no va reunir el nombre necessari de signatures de votants. El 1998, la proposta va ser rebutjada en un referèndum, per un marge relativament petit (45% dels votants donaven el suport al canvi i el 52% el rebutjaven).
Tēvzemei un Brīvībai formà part dels governs de coalició de desembre de 1995 a febrer de 2004. De 1997 a 1998, el seu representant Guntars Krasts fou el primer ministre de Letònia. A partir de febrer de 2004 fins a novembre de 2006, el partit estava en l'oposició. Encara que només va obtenir 8 escons a les eleccions de 2006, el partit va ser convidat a formar part de la coalició governant, a la que es va sumar.
Tēvzemei un Brīvībai ha fet campanya com a ferm defensor dels interessos nacionals de Letònia i oposant-se a una Europa federal. Va obtenir el 29% i 4 dels 9 escons letons a les eleccions europees de 2004. A les eleccions europees de 2009 va perdre la major part del seu suport i va caure al 7,5% dels vots, amb només un eurodiputat. Forma part del Grup Parlamentari dels Conservadors i Reformistes al parlament europeu.
Per a les eleccions de 2010 TB/LNNK va formar la coalició Aliança Nacional amb Tot per Letònia, amb la qual van treure 8 escons al Saeima i quedant en quarta posició. El juliol de 2011, la coalició va fusionar-se en el partit polític.

## Resultats electorals
| Any  | Vots                        | %                           | Escons                      | +/-                         |
| ---- | --------------------------- | --------------------------- | --------------------------- | --------------------------- |
| 1993 | 59,855                      | 5.35                        | 6 / 100                     | Nou                         |
| 1995 | 114,050                     | 11.99                       | 14 / 100                    | 8                           |
| 1998 | 140,773                     | 14.73                       | 17 / 100                    | 3                           |
| 2002 | 53,396                      | 5.39                        | 7 / 100                     | 10                          |
| 2006 | 62,989                      | 6.99                        | 8 / 100                     | 1                           |
| 2010 | Formació d'Aliança Nacional | Formació d'Aliança Nacional | Formació d'Aliança Nacional | Formació d'Aliança Nacional |